# Хирвенсало

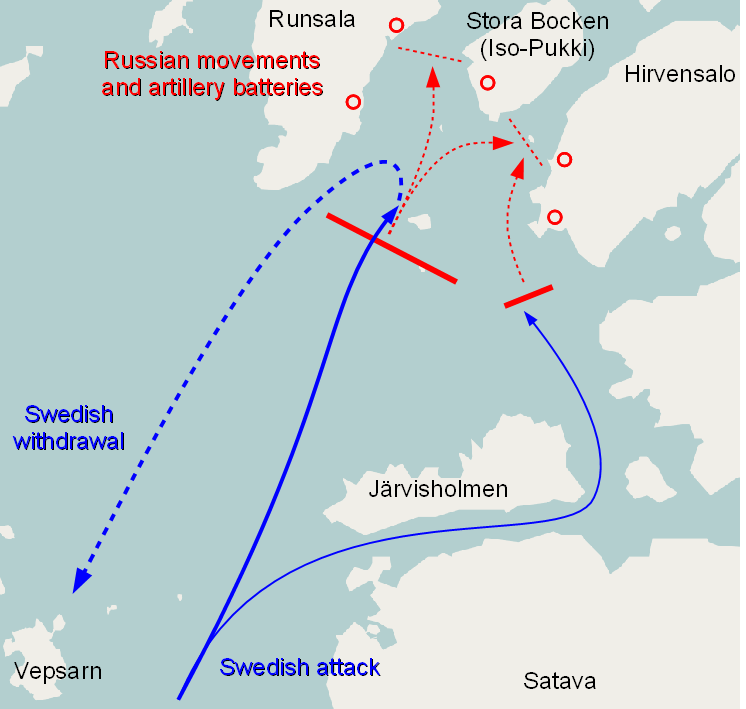
Хирвенсало на карте сражения Русско-шведской войны 1808—1809 гг

Хирвенсало (фин. Hirvensalo; устар. Гервисало, Гирвисало) — остров в Балтийском море, ныне находится в черте финского города Турку. К северо-западу от него через фарватер расположен остров Рунсало.
Летом 1808 года в районе острова произошел морской бой гребных флотилий русско-шведской войны.
Площадь острова 12 км² (длина примерно 7 км). В 2015 году численность острова оценивалась в 9 тыс. человек.
К достопримечательностям острова относят часовню святого Хенрика и горнолыжный курорт.
Координаты: 60°24’31"N 22°12’43"E